# アルビレオ
アルビレオ (Albireo) ははくちょう座の恒星で、3等星で二重星のはくちょう座β星の通称、あるいは、その二重星を構成する星の1つでそれ自体が連星であるはくちょう座β1星（別名はくちょう座β星A）の固有名、あるいはその連星系の主星はくちょう座β星Aaの固有名である。
当記事では、はくちょう座β星（二重星全体）について記載する。はくちょう座β星は、北十字を構成する星の1つ。全天で最も有名な二重星の1つである。

## 構成する星

### 二重星AB
肉眼で見ると、はくちょう座β星は単一の星のように見える。しかし、望遠鏡で見ると、二重星であることがすぐに分かる。3等星のβ1星（β星A）は金色に見え、5等星のβ2星（β星B）は青色に見える。地球から見ると、2つの星は約35秒（わずかに広がりつつある）離れて色がはっきり異なり、天球上で最もコントラストの鮮やかな二重星の1つである（その美しさのため「北天の宝石」とも呼ばれ、宮沢賢治は「銀河鉄道の夜」でこの2つの星を、輪になって回るサファイアとトパーズになぞらえている）。
A星系とB星が、見かけ上の二重星なのか、真の連星系なのかは長年議論の対象となってきた。ヒッパルコス衛星の観測結果によれば、2つの星の固有運動は、方向こそ一致しているものの、値は誤差の範囲を超える約3倍ほどの差があった。そのため、はくちょう座β星が連星系であれば、約10万年の周期で公転しており、約6千億km（太陽と海王星の距離の約130倍）以上離れていると考えられた。2018年、ガイアの観測データ「Gaia Data Release 2（DR2）」に基づき、固有運動の大きさと向きがそれぞれ大きく異なることから見かけ上の二重星であるとする説が発表された。2022年に公開されたガイア計画の第3回データリリースの年周視差で求めた太陽系からの距離は、A星系が360±20 光年、B星が398±4 光年と、AB2つの星系の間には少なくとも14 光年以上の距離があることとなる。

### A連星系
β1星（β星A）は、それ自身が、約4″離れたK3II型巨星の主星AaとB9V型主系列星の伴星Acからなる連星である。
原則として、Aがさらに連星の場合、主星はAa、伴星はAbとなるが、この伴星はAcと呼ばれている。それは、先に発見が報告された別の伴星がAbと名づけられたからである。Abは1978年の観測に基づき1980年に発表され、Acは1976年の観測に基づき1982年に発表された。Abの発見報告は1978年と1995年の観測による2回のみであり、現在は存在を認められていない。
なおCCDMは、伴星(Ac)をCとしている。ただし現在の原則では、Cという符号はABの外側の星に使うことになっている。ワシントン重星カタログは、伴星をAcとし、約1′離れた（Bより少し遠い）11等星をCとしている。
AaとAcは1923年にヘンリー・ドレイパーカタログに登録され、それぞれHD 183912とHD 183913という名称が付与された。1979年、C.E.ウォーレイはアメリカ海軍天文台の66cm望遠鏡を使い、主星から0.40秒角離れた位置に主星より1.5等級暗い星を確認している 。なお、今日では補償光学により主星と伴星の分離が可能となっている。
AaとAcの公転軌道については、伴星の発見以来まだ軌道を1周していないため不確実性が大きく、2008年に出された214年周期説と、2018年に出された69年周期説とがある。しかし、214年周期からはAa+Acの質量が5.7+3.3太陽質量と求まるのに対し、69年周期からだと合計87太陽質量という重すぎる値となってしまう。さらに、ヒッパルコスとガイアで計測された固有運動から、Aaの軌道がAcの軌道より大きい、つまりAaはAcより軽いという可能性が出てきた（主星か伴星かは明るさで決まるため、主星が伴星より軽いということ自体は希にある）。その計算によると、Aaの質量推定として妥当なのは0.3太陽質量で、上限でも0.75太陽質量となる。この結果は驚くべきことであるので、Aaが質量を失った、星系内にブラックホールが存在するなどの可能性も考察されている。

## 名称
はくちょう座において、はくちょう座β星は白鳥の頭部に位置しているため、英語では beak star つまり「くちばしの星」と呼ばれることがある。
この星は中世のアラビア語話者の天文学者には minqār al-dajāja （雌鳥のくちばし）と呼ばれていた。現在のアルビレオという名称は、誤解と誤訳の結果である。はくちょう座はギリシア語で ornis であったが、これがアラビア語では urnis に変化した。中世にアラビア語のアルマゲストがラテン語に翻訳された際、これが植物のカキネガラシ Sisymbrium officinale のギリシア名の erysimon のことであると考えられ、そのラテン語名である ireo に翻訳された。後に ab ireo という記述がアラビア語の術語の誤写だと誤解され al-bireo とされた。
2016年7月20日、国際天文学連合の恒星の命名に関するワーキンググループ (Working Group on Star Names, WGSN) は、Albireo をβ星Aaの固有名として正式に承認した。